# Działuny
Działuny (lit. Dieliūnai) − wieś na Litwie, w rejonie wileńskim, 2 km na południe od Kowalczuków, zamieszkana przez 34 ludzi.

## Historia
W dwudziestoleciu międzywojennym leżały w Polsce, w województwie wileńskim, w powiecie wileńsko-trockim, w gminie Szumsk.
Po II wojnie światowej w granicach Związku Sowieckiego. Od 1991 na niepodległej Litwie.